# Lachnum nipponicum
Lachnum nipponicum är en svampart som beskrevs av J.H. Haines & S. Kaneko 1984. Lachnum nipponicum ingår i släktet Lachnum och familjen Hyaloscyphaceae.   Inga underarter finns listade i Catalogue of Life.